# ロイド・キャリア
ロイド・キャリアは、第二次世界大戦中、イギリス軍、およびイギリス連邦によって用いられた小型の輸送車である。カーデン・ロイド豆戦車を源流とする小型装軌式汎用輸送車「キャリア」の1形態で、若干小型のユニバーサル・キャリアとともに、戦場へ人員、装備（特に歩兵支援用の兵器）を輸送する目的で用いられた。

## 設計と開発
ロイド・キャリアは、装甲鋼板で組まれた軽量な車体と、15cwt 4x2 フォードソントラックに用いられた機械部品（機関、変速機、動力伝達装置）から構成された。車体後部にラジエーター付きの機関を有した。ラジエーターはエンジン前方ではなく背面に配された。車体前部にアクセルがあり、トランスミッションが作動して車体を前方へ動かした。車体前方にある起動輪と、車体後方にとりつけられた誘導輪はそれぞれ制動装置を備えていた。それらは運転手により、一対のレバーで操作された。車両を左に向ける際には、その側のブレーキをかけると、車体は横滑りし、信地旋回した。車体上部構造の装甲は正面と側面を覆い、後方と上方は開放されていた。しかし、ロイド・キャリアは戦闘車両としての運用を想定しておらず、これは問題とはされなかった。悪天候から乗員を保護するため、キャンバスで覆いを設けることができた。
1939年に陸軍はロイド・キャリアを試験し、「輸送・牽引車、人員輸送用」（すなわち兵員輸送車）として、200両を発注した。最初の生産はヴィヴィアン・ロイド自身の会社によって行われたが、後に生産はより大規模な製造会社に委託された。生産を担当したのは、フォード・モーター、ウーズレイ・モーター（この2社で13,000両を生産した。）、デニスブラザーズ、エーブリング・アンド・バーフォード、センチネルワゴンワークスである。最終的にロイド・キャリアは総計26,000両が生産された。

## 運用
ロイド・キャリアは、ノルマンディー上陸作戦以降、終戦に至るまで、主にオードナンス QF 6ポンド砲の牽引に用いられた。また、王立電気・機械エンジニア(REME, en:Royal Electrical and Mechanical Engineers)の装備するキャタピラーD8牽引車(en:Caterpillar D8)とペアを組み、戦車の回収に従事した。この場合、ロイド・キャリアは主に牽引車のための予備器材の運搬に用いられた。

## 派生型

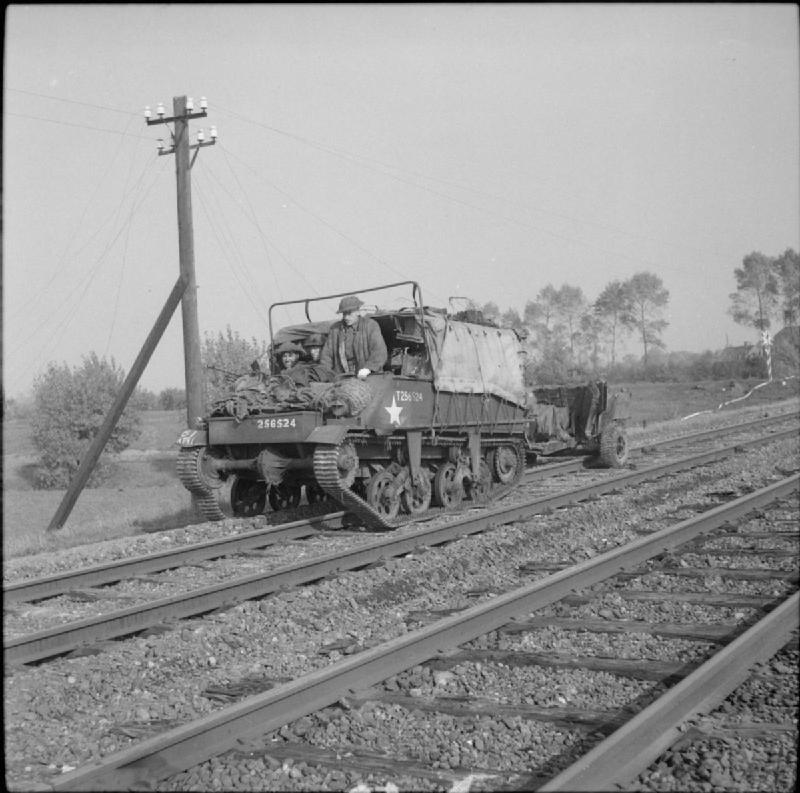
第71対戦車連隊所属のオードナンス QF 6ポンド砲を牽引する、イギリス軍第53大隊のロイド・キャリア。

まったく異なるほどの派生形は少ないが、ロイド・キャリアに求められた役割に対応して細かな相違点が見られる。
歩兵輸送車 (TPC)
牽引用輸送車(CTT)
4.2インチの迫撃砲を牽引した型。他にオードナンス QF 2ポンド砲、オードナンス QF 6ポンド砲を牽引し、砲兵を輸送した。
電線敷設用輸送車(CTCLM)
王立通信兵部隊の作業用車両。
始動・充電用牽引輸送車 (CTSC)
30ボルトと12ボルトの発電機を装備した型。装甲連隊の戦車のエンジンとバッテリーを整備支援した。

## 引用
1. 1 2 3  WWII Vehicles